# Zabel-Gymnasium
Das Zabel-Gymnasium ist eines von vier städtischen Gymnasien in Gera. Es ging aus der ehemaligen Zabelschen Höheren Töchterschule hervor, die von der Apothekerfamilie Zabel gestiftet und nach ihr benannt wurde. 2002 wurde das Gymnasium mit dem Friedrich-Schiller-Gymnasium zusammengelegt.

## Geschichte

### Geschichte der Zabelschule
Die damalige Höhere Töchterschule existierte seit 1864 als Teil der Bürgerschule auf dem Nicolaiberg (heute zum Goethe-Gymnasium gehörig). Die 1884 verstorbene Auguste Henriette Zabel, Witwe des Geraer Stadtapothekers Karl Friedrich Gotthelf Zabel, vermachte der Stadt Gera Geld- und Sachwerte im Wert von insgesamt einer Million Mark (umgerechnet heute etwa 9.130.000 Euro) zur Förderung der Töchterschule und zum Bau eines eigenen Schulhauses. In dem betreffenden Testament war gefordert worden, dass die neue Schule nach der Familie Zabel benannt werden solle, daher wurde die Schule Zabelsche höhere Töchterschule benannt. 1887 bis 1889 wurde die Zabelschule nach Plänen von Fritz Köberlein errichtet. 1906 wurde das Schulgebäude an der Nordseite um einen Anbau mit zusätzlichen Klassenräumen und einem zweiten Treppenhaus erweitert. 1911 erhielt die Schule die Anerkennung als Lyzeum; damit hatten die Absolventinnen die Berechtigung zum Hochschulstudium.
In der DDR war die Schule eine erweiterte Oberschule (EOS) und nach Otto Grotewohl benannt. Nach der Wiedervereinigung wurde die Schule ein Gymnasium und nahm am 8. Mai 1993 wieder den Namen Zabel an.

### Geschichte der Schillerschule
Die Schillerschule geht wie die Zabelschule auf eine private Stiftung zurück. Das damalige Realgymnasium entstand 1894 aus einer Spende des Geraer Kommissionsrates Louis Schlutter über 250.000 Mark. Das Gebäude wurde 1893/94 durch den Architekten und Regierungsbaumeister Wendorff errichtet und am 29. September 1894 eingeweiht.
In den 1930er Jahren erhielt die Schule den Namen Friedrich Schillers. Auch als Polytechnische Oberschule in der DDR behielt sie diesen bei und war damit eine der wenigen Schulen in der Stadt, die nicht nach einer Persönlichkeit der Arbeiterbewegung benannt war.

### Fusion
Mit dem im Frühjahr 2000 verabschiedeten Schulnetzplan betrieb man angesichts rückläufiger Schülerzahlen eine Verringerung der Schulzahl in Gera. Es wurde die Zusammenlegung von Zabel- und Schillergymnasium beschlossen, außerdem die Schließung des im westlichen Stadtzentrum gelegenen Georg-Christoph-Lichtenberg-Gymnasiums zum Jahr 2005. Die Lichtenbergschüler ab dem Abiturjahrgang 2006 sollten nach der Schließung ihrer Schule ebenfalls auf das fusionierte Gymnasium wechseln.
Die Fusion der zwei Schulen wurde mit Beginn des Schuljahres 2002/03 vollzogen. Zunächst firmierte die neue Schule unter dem Behelfsnamen Staatliches Gymnasium Gera. Nach langwierigen Namensfindungsprozessen, bei denen unter anderem Doppelnamen wie Zabel-Schiller-Gymnasium oder völlig neue Namen vorgeschlagen wurden, wurde die Schule schließlich 2003 wieder Zabel-Gymnasium benannt. Als Grund wurde die Stiftung der Familie Zabel aus dem Jahr 1884 angeführt, die den Namen Zabel für die Schule forderte.
Mit Beginn des Schuljahres 2003/2004 wechselten die Schüler des Abiturjahrgangs 2006 vom Lichtenberg- auf das Zabel-Gymnasium. Dieser Wechsel erfolgte, um die Schüler alle drei Jahre der gymnasialen Oberstufe einschließlich der neu eingeführten besonderen Leistungsfeststellung (BLF) an ein und derselben Schule absolvieren zu lassen. Diese Zusammenlegung von Schülern verschiedener Schulen führte im Jahr 2006 zur Rekordzahl von fast 200 Abiturienten.
2004 folgte vom Lichtenberggymnasium der Abiturjahrgang 2007; 2005 – nach der endgültigen Schließung – die noch verbliebenen Jahrgänge 2008 und 2009.

## Besonderheiten

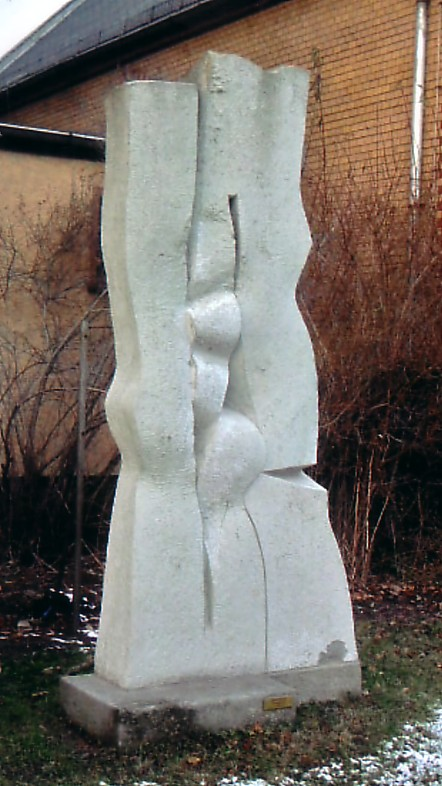
Vor dem Zabelgebäude befindet sich der Zabelstein von Ullrich Holland aus dem Jahr 2000

Am Zabel-Gymnasium besteht für Schüler die Wahlmöglichkeit, bereits ab der 5. Klasse zwei Fremdsprachen zugleich zu erlernen.
Als eine der ersten Schulen in Thüringen nutzte das Zabel-Gymnasium im Unterricht CAS-fähige Taschenrechner.

## Laufen mit Herz
Die Schule gehört zu den Organisatoren der seit 2003 im Geraer Stadion der Freundschaft ausgetragenen Benefizveranstaltung Laufen mit Herz. Dabei laufen Teams aus drei Personen auf dem Rundkurs des Stadions; je nach erreichter Rundenanzahl wird von einem Sponsor ein vorher festgesetzter Betrag gespendet. Die Spenden kommen Krebsopfern zugute.